# سیارک ۳۹۳۷
سیارک ۳۹۳۷ (به انگلیسی: 3937 Bretagnon، نامگذاری:1932EO) سه هزار و نهصد و سی و هفتمین سیارک کشف شده‌است که در ۱۴ مارس ۱۹۳۲ و در هایدلبرگ کشف شد.
قدر مطلق سیارک برابر ۱۱٫۷۰ است.